# Єршов Микола Григорович
Єршов Микола Григорович (рос. Николай Григорьевич Ершов; 23 квітня 1837 — 12 березня 1896) — російський лепідоптеролог, автор описання численних нових таксонів лускокрилих.

## Біографія
Середню освіту здобув у Санкт-Петербурзі, за бажанням батька залишився купцем, але відвідував лекції з зоології та хімії в Медико-хірургічній академії і працював у Зоологічному музеї Імператорської академії наук. Ще в пансіоні під керівництвом Менетріє займався вивченням лускокрилих. Єршов зібрав одну з найбільших колекцій метеликів, більшу частину якої він подарував Зоологічному музею Імператорської академії наук і зараз зберігається в Зоологічному інституті РАН у Санкт-Петербурзі. Єршов був членом Російського ентомологічного товариства.
На його честь названо багато видів лускокрилих, у тому числі Colias erschoffii (Alphéraky, 1881) та Palearctia erschoffii (Alpheraky, 1882).